# Mohamed Ali Abdel Kerim
Mohamed Ali Abdel Kerim, noto anche con lo pseudonimo di Fahmy Al-Juhiny (in arabo "محمد علي "فهمي "عبدالكريم "الجهيني‎?; Alessandria d'Egitto, 1º dicembre 1927 – ...), è stato un sollevatore egiziano.
Con il nome Fahmy Al-Juhiny ha partecipato alle Olimpiadi di Helsinki nel 1952, classificandosi nono, e a Roma nel 1960. Vinse la medaglia di bronzo ai campionati mondiali di Stoccolma nel 1953 e conquistò due medaglie d'oro ai Giochi del Mediterraneo a Barcellona nel 1955 e a Beirut nel 1959, gareggiando dapprima per l'Egitto e poi per la Repubblica Araba Unita.